# Liu Fu
Liu Fu (em chinês:  劉 富; nascido em 7 de abril de 1957) é um ex-ciclista olímpico chinês. Fu representou o seu país durante os Jogos Olímpicos de Verão de 1984, em Los Angeles e nos Jogos Asiáticos de 1978.